# Gottfried II. (Habsburg-Laufenburg)
Gottfried II. (* um 1326; † 10. Juli 1375) war ein Graf von Habsburg-Laufenburg.

## Leben
Er war der dritte Sohn des Johann I. und der Agnes von Werd. Er war Landgraf im Klettgau bis 1365, Herr zu Alt-Rapperswyl, in der March, in Wäggi, Pfäffikon und Wollerau und zu Rheinau.
Gottfried war verheiratet mit Elisabeth von Ochsenstein und in zweiter Ehe mit Anna von Teck. 
Am 28. März 1359 übergab er mit seinem Bruder, Graf Johann II.  die Lehenshoheit über Homberg an ihren Bruder, Rudolf IV.